# 安特·武基切维奇
安特·武基切维奇（1993年2月24日—），克罗地亚男子水球运动员。他曾代表克罗地亚国家队参加2020年夏季奥林匹克运动会水球比赛，获得第五名。